# Татиараи
Татиараи (яп. 大刀洗町 Татиараи-мати) — посёлок в Японии, находящийся в уезде Мии префектуры Фукуока. Площадь посёлка составляет 22,83 км², население — 15 161 человек (1 августа 2014), плотность населения — 664,08 чел./км².

## Географическое положение
Посёлок расположен на острове Кюсю в префектуре Фукуока региона Кюсю. С ним граничат города Асакура, Огори, Куруме и посёлок Тикудзен.

## Население
Население посёлка составляет 15 161 человек (1 августа 2014), а плотность — 664,08 чел./км². Изменение численности населения с 1980 по 2005 годы:
| 1980 | 13 203 чел. |  |
| 1985 | 13 576 чел. |  |
| 1990 | 14 098 чел. |  |
| 1995 | 14 755 чел. |  |
| 2000 | 15 227 чел. |  |
| 2005 | 15 400 чел. |  |

## Символика
Деревом посёлка считается Ilex integra, цветком — цветок сакуры, птицей — полевой жаворонок.